# Sturmpanzer IV
Sturmpanzer IV (även benämnd Sturmpanzer 43 eller SdKfz 166) var en tysk infanterikanonvagn som användes under Andra världskriget. Vagnen var baserad på Panzer IVs chassi. Den var även känd under namnet Brummbär (ty: grizzlybjörn), men detta namn användes endast av de Allierades underrättelsetjänster och inte av tyskarna. Bland tyska soldater användes smeknamnet Stupa. (Stupa är en förkortning av termen "Sturmpanzer").

## Utveckling
Sturmpanzer IV var en utveckling av Panzer IV och designades för att kunna avge direktverkande eldunderstöd till infanteriet, särskilt i stadsmiljö, vilket man såg behov av efter striderna i Stalingrad. Tidigare vagnar som StuG III var inte helt anpassade för denna roll och det beslutades därför i början av 1942 om utveckling av en ny stridsvagn.
Resultatet blev Sturmpanzer IV som använde chassit från Panzer IV med en ny fast överbyggnad i vilken man monterade en 150 mm Sturmhaubizte (StuH) 43 L/12-kanon. Kanon kunde avfyra både spränggranater och granater med riktad sprängverkan. 38 granater med tillhörande drivladdningar fick plats i vagnen.
Originaldesignen av vagnen led av flera problem som så sakteliga avhjälptes under produktionens gång. Det allvarligaste felet var att den stora vikten och kraftiga rekylen från kanonen som egentligen var för kraftig för chassit och gjorde hela vagnen instabil. Vagnarna led dessutom av problem med växellådor och för klen motor.
I oktober 1943 beslöts det att Sturmpanzer IV:s överbyggnad samt kanon behövde ritas om för att komma tillrätta med problemen. En ny och lättare version av StuH 43 togs fram, med namnet StuH 43/1 L/12. Denna kanon användes från andra produktionsserien och framåt. En ny överbyggnad kom till i mitten av 1944. Man hade konstruerat om kanonens infästning i överbyggnaden samt reducerat höjden på densamma. Den nya konstruktionen innefattade också en MG34 ksp i kulmontering i överbyggnaden.
Sturmpanzer IV började byggas i maj 1943 och produktionen fortsatte till mars 1945. Totalt byggdes 289 Sturmpanzer IV i fyra serier. För förserien användes nya Panzer IV-chassin, men för produktionsserierna använde man istället ombyggda Panzer IV Ausf F, G och H.

## I strid
Sturmpanzer IV organiserades i fristående tunga Sturmpanzer-bataljoner.
Vagnen tjänstgjorde på Östfronten i bland annat slaget vid Kursk, i Italien och på Västfronten, bland annat i Normandie och under Ardenneroffensiven.
Efter att barnsjukdomarna överkommits visade sig Sturmpanzer IV vara en utmärkt understödsstridsvagn. Enheterna med vagnen fick ofta agera brandkår och sättas in där striderna var som hårdast för att slå tillbaka fientliga genombrott.

## Kvarvarande vagnar
Idag finns fyra Sturmpanzer IV bevarade. De kan beskådas på Musée des Blindés i Saumur i Frankrike. Tyska Deutsches Panzermuseum i Munster har en vagn, Kubinka stridsvagnsmuseum nära Moskva och United States Ordnance Museum har varsin.